# Retrat de Pablo Picasso (Juan Gris)
|  | Aquest article tracta sobre el quadre de Juan Gris. Si cerqueu el dibuix de Ramon Casas, vegeu «Retrat de Pablo Picasso». |

Retrat de Pablo Picasso (o també Homenatge a Pablo Picasso) és una pintura a l'oli sobre tela de l'artista espanyol Juan Gris, realitzada l'any 1912.

## Descripció
El Retrat de Pablo Picasso mostra Picasso als 31 anys, assegut i sostenint una paleta. La composició, de colors terrosos, mostra una figura relativament simètrica i ordenada, en què es poden apreciar els trets del protagonista, típica de les primeres èpoques del cubisme, o cubisme analític, a diferència d'etapes posteriors, quan les obres són més caòtiques i desorganitzades.

## Història
Juan Gris va pintar el retrat el 1912. Va ser llavors una de les primeres pintures cubistes realitzades per un pintor diferent de Pablo Picasso o Georges Braque.
El quadre està conservat a l'Institut d'Art de Chicago, als Estats Units.